# Bauhinia winitii
Bauhinia winitii är en ärtväxtart som beskrevs av William Grant Craib. Bauhinia winitii ingår i släktet Bauhinia och familjen ärtväxter. Inga underarter finns listade i Catalogue of Life.